# Ефект масштабу

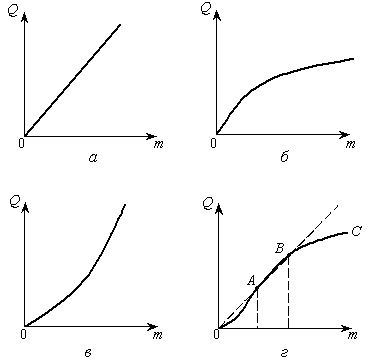
а - постійна віддача,E_{Qm} = 1 ; б - спадна віддача, E_{Qm} < 1; в - зростаюча віддача, E_{Qm} > 1; г - змінна віддача, ділянка ОА - E_{Qm} > 1, ділянка АВ - E_{Qm} < 1

Ефе́кт масшта́бу (англ. Economies of Scale) — зміна витрат виробництва на одиницю продукції в результаті збільшення обсягів виробництва. Розглядається в довгостроковому періоді.

## Позитивний ефект від масштабу
Відбувається коли при збільшенні розмірів організації і кількості продукції, що випускається, витрати на одиницю продукції зменшуються. Звичайно пов'язаний з поглибленням розподілу праці. Завдяки цьому ефекту дуже вигідним виявився перехід від ручної праці до мануфактури і потім до конвеєра.
Позитивний ефект від масштабу притаманний промисловості, розробці програмного забезпечення.
Прикладом може слугувати розробка програмного продукту. Розробка першої копії програми вимагає значних ресурсів, але створення всіх наступних копій відбувається практично безкоштовно.

## Негативний ефект від масштабу
Зворотній позитивному ефекту, при якому середні витрати збільшуються разом із зростанням підприємства. Пов'язується з деякою втратою керованості.
Негативний ефект від масштабу притаманний видобутку та вирощуванню сировини.
Прикладом може слугувати вирощування, наприклад, моркви. Спочатку моркву, скоріш за все, будуть вирощувати на найкращих землях для отримання максимального врожаю. Але при подальшому розширенні виробництва доведеться займати з кожним разом все менш родючі землі. Це знизить середній врожай з гектара при тих самих або, навіть, збільшених витратах на виробництво (в зв'язку з необхідністю додаткової обробки менш родючої землі).